# 오픈다드림
오픈다드림(2000년 ~ )은 대한민국의 가수다.

## 방송
- 고등래퍼 1 (2017) - Top54
- 고등래퍼 3 (2019) - Top32

## 음반
- 최예본 프로젝트 (2022)
- Lay Low (2022)
- ICONIC (2023)
- 최예본프로젝트 Vol.2 (2023)
- Be ok (2023)